# Krabby Patty
Krabby Patty (português europeu) ou Hambúrguer de Siri (português brasileiro) é um hambúrguer comercializado pelo restaurante fictício Krusty Krab na série animada SpongeBob SquarePants. Criado pelo fundador e gerente do restaurante, Eugene Krabs, o hambúrguer é a marca registrada do estabelecimento e o mais famoso do Bikini Bottom. Ele é o principal alimento feito pelo personagem título durante o seu trabalho como cozinheiro.
No seriado, o hambúrguer é uma pauta recorrente nas tramas de vários episódios; visado pelo inimigo de Mr. Krabs, Plankton, que tenta roubar a fórmula secreta. Essa pauta ganhou uma história de fundo no especial "Friend or Foe", no qual se revela que Krabs e Plankton criaram o Krabby Patty para competir com um antigo restaurante da cidade, o Stinky Burgers.

## Papel emSpongeBob SquarePants
Os Krabby Patties estrearam no episódio piloto, "Help Wanted", e desde então apresentaram variações diferentes ao longo do seriado.
O hambúrguer Krabby Patty é um item de menu vendido no Krusty Krab como um alimento de fast food, e considerado um dos alimentos mais bem-sucedidos na cidade subaquática de Bikini Bottom. A fórmula do hambúrguer é um segredo comercial bem guardado, e as tentativas fúteis do dono do restaurante Plankton de adquiri-la se tornaram uma pauta recorrente e importante ao longo do seriado. Essas tentativas quase sempre são malsucedidas; contudo, ele obtém sucesso na primeira adaptação cinematográfica. O Krusty Krab geralmente atrai clientes da cidade por causa do gosto renomado dos hambúrgueres e pelo fracasso comercial da concorrência. Portanto, o Mr. Krabs é livre para aumentar os preços, uma prática frequente no seriado. Às vezes, o Krusty Krab tem um drive-thru para servir os hambúrgueres como visto nos episódios "Driven to Tears" e "Drive Thru", além do filme The SpongeBob Movie: Sponge Out of Water.

## Ingredientes
O Krabby Patty é feito de um hambúrguer congelado com pães, picles, alface, tomate, queijo, ketchup, mostarda e cebola, combinados em uma fórmula secreta que nunca foi revelada na série.
No cardápio do Krusty Krab encontram-se principalmente itens comuns de fast food, como batatas fritas e refrigerantes. Seu sanduíche mais apreciado, o Krabby Patty, é muito elogiado pelos cidadãos de Bikini Bottom. No filme The SpongeBob Movie: Sponge Out of Water, o Krabs afirma: "O Krabby Patty é o que une todos nós! Sem ele, haverá um colapso completo da ordem social!"

## Teorias
Existe muita especulação sobre a fórmula, que permanece um mistério ao longo da série. Uma pauta recorrente é a obsessão de Plankton em obtê-la e, posteriormente, conseguir uma maneira de produzir os sanduíches e atrair clientes ao seu restaurante do outro lado da rua, o Chum Bucket. A receita do hambúrguer é um segredo comercial bem guardado, que levou os espectadores a especular sobre seu conteúdo. Chegou-se mesmo a especular que o ingrediente secreto seja cocaína. Várias teorias de fãs foram formadas para adivinhar qual é o ingrediente secreto.
Segundo o animador Vincent Waller, "absolutamente não há carne no Krabby Patty. Não há produtos de origem animal lá", algo que sempre foi planejado pelo criador da série, Stephen Hillenburg. Mr. Lawrence, um escritor do programa e dublador de Plankton, explicou que os roteiristas do programa não podem descrever peixes como alimento; ele afirmou que não há carne servida no Bikini Bottom, exceto no Chum Bucket. Tom Kenny, o dublador de SpongeBob, brincou: "os Krabby Patty são homus!" Alguns comentaristas sugerem que não há realmente nenhum ingrediente secreto, justificando-se na avareza de Mr. Krabs. Um colunista do portal Hollywood.com escreveu que é tudo "um artifício astuto do Mr. Krabs", que distrai Plankton de gerenciar o Chum Bucket, e completa: "um marketing legitimamente brilhante!" No entanto, o episódio "Patty Caper" mostra que realmente existe um ingrediente secreto, que é entregue ao restaurante com alta segurança. Sobre a possibilidade de que a fórmula secreta de Krabby Patty seja revelada em episódios futuros, Waller disse em 2017 que "não esperaria por isso"; em 2019, ele afirmou que Hillenburg, que falecera em 2018, era a única pessoa que tinha o conhecimento do ingrediente secreto.

## Inspirações de alimentos
Em uma publicação do periódico USA Today, o Krabby Patty foi nomeado um dos alimentos fictícios que muitos desejavam que realmente existisse na vida real. No entanto, segundo o New York Daily News, existem quatro restaurantes que servem um hambúrguer semelhante ao visto no seriado. Esses incluem "Snow Crab Crispy Rice", "Phuket Fantasy", "Angry Crab Benedict" e "Soft Shell Crab Taco".
O hambúrguer também inspirou guloseimas, principalmente na Nova Inglaterra. Em 2008, um médico da Faculdade de Medicina do Texas A&M Health Science Center alertou os pais para saberem a origem do doce que seu filho consome devido à contaminação então encontrada no leite chinês; a guloseima estava entre os doces produzidos na China. Em 2019, um repórter do jornal estudantil da Universidade Capital classificou as balas de goma com uma pontuação de dois em cada dez em sua análise dos doces de Halloween.
O Krabby Patty foi usado por Katy Perry como uma segunda roupa no tapete vermelho no Museu Metropolitano de Arte. No musical SpongeBob SquarePants, Krabby Patty foi interpretado por um ator no palco do Palace Theatre. Várias mercadorias retratam SpongeBob e os Krabby Patty, como um estojo de maquiagem, e brinquedos para cães.